# Josep María Núñez Jover
Josep María Núñez Jover (Alacant, ? - 15 de febrer de 1957) va ser un professor i catedràtic, intendent mercantil i pèrit industrial valencià.
Licenciat en Dret i pèrit industrial, va ser catedràtic numerari de Química de l'Escola d'Alts Estudis Mercantils de Barcelona i el seu secretari general, i també Director de la de Sabadell i de la Palma. També va exercir com a Interventor de suspensions de pagament i membre del Jutjat Militar de Taxes. Entre 1939 i 1940 dirigeix la Residència d'Estudiants de Catalunya al recinte de la Universitat Industrial, i acabada la Guerra Civil espanyola fou director interí de l'Escola de Bibliotecàries, fins que Ferran Valls i Taberner n'assumeix la direcció el setembre de 1939. A l'Escola també va impartir algunes assignatures com a professor interí durant aquesta època, sense que hi hagi constància que posteriorment continués exercint de professor. El desembre de 1944 es va convertir en membre numerari de la Reial Acadèmia de Ciències Econòmiques i Financeres. També va exercir com a diplomàtic en representació de la República de l'Uruguai. Precissament, per aquesta condició de diplomàtic, el 1924 li fou concedida la Medalla d'Ultramar per la seva actuació afavorint la intensificació de les relacions comercials hispano-americanes.